# Jaime López
Juan Jaime López Camacho (Matamoros, Tamaulipas, México, 21 de enero de 1954), conocido como Jaime López, es un compositor, cantante, y actor de doblaje mexicano. Ha sido una figura polémica por su actitud rebelde y al margen de grupos o posturas políticas. Su tema más popular es "Chilanga Banda", que fue también interpretada por Café Tacvba.

## Nota biográfica
Jaime López nació, según lo escrito por él mismo, "en un cuartel (...) Yo vengo de los viejos barracones del Ejército Mexicano", en donde aprendió a tocar la guitarra con "el sargento Chanona, allá por los corrales". A los 16 años, viajó a la Ciudad de México, donde estudió la preparatoria (en la preparatoria 5) e ingresó a la Facultad de Filosofía y Letras de la Universidad Nacional Autónoma de México (UNAM), donde sólo estudió medio semestre y se dedicó a la interpretación de canciones que él mismo componía. "Venía a hacer la prepa como buen campeón/y sí la hice pero fuera del salón", dice su versión autobiográfica, a la clásica de Chuck Berry Johnny B. Goode, titulada "Nunca me he llevado con el pizarrón".[cita requerida]
Como compositor, las propuestas de sus letras son inteligentes y desinhibidas, fuera del ámbito comercial de la radio y la televisión, en las que se describen y denuncian las cotidianidades de la sociedad de la Ciudad de México, así como el amor y el desamor narrado de una manera graciosa utilizando juegos de palabras con el lenguaje popular y callejero, pero sin dejar de lado la seriedad de la poesía. Es considerado un pilar muy importante del rock mexicano, aunque también ha creado canciones de corte tropical, ranchero, blues y bolero.[cita requerida]
El 16 de agosto de 1985, participó en el Festival OTI con la canción Blue demon blues -una de las primeras composiciones mexicanas dedicadas a la lucha libre-, pieza homenaje al luchador Blue Demon (a quien el propio compositor invitó, pero la entrada le fue negada) con la que obtuvo el último lugar. Según el cantante, el atleta le agradecería posteriormente el gesto y la composición. Fue fundamental para la obtención del último lugar la referencia de Jaime a dos de los íconos de la televisión de entonces, al hacer una mención a Mario Moreno 'Cantinflas' y rematar la rola con la frase: 'Ánimo Blue. Vamos 'aí, que no hay peor lucha, que Lucha Villa'.[cita requerida]
Durante los años próximos, tuvo tratos con la industria discográfica, lo que le valió ser criticado por sus seguidores, por considerarlo inadecuado. Al punto llegó el enojo de un fan que fuera del teatro-bar El Cuervo, en Coyoacán, apareció por esos años una pinta que rezaba: "Jaime López cambia a Pepsi". Lo cierto es que dicho contacto dio como fruto un disco magnífico: Jaime López (1989), grabado en la ciudad de Nueva York.[cita requerida]
Entre sus canciones más populares, se encuentran "Primera calle de la Soledad", "Corazón de cacto", "Sácalo", "Muriéndome de sed", "Chilanga banda", "En toda la extensión de la palabra amor", "Me siento bien pero me siento mal", "Desde mi motocicleta", "¡Ay, qué dolor vivir!", "A la orilla de la carretera", "Vagón de vagabundos", "Ella empacó su bistec", "Tu maldición" y "El mequetrefe". Cecilia Toussaint ha interpretado y popularizado los temas "Sácalo", "Corazón de cacto" y "Me siento bien, pero me siento mal".[cita requerida].

Entre sus trabajos poco conocidos con otros músicos, destacan "Navegabas", con Eblen Macari, para el disco Glaciares/4 Canciones de Eblen Macari, y "Piel de hielo", incluida en el disco Caricia Digital, de Chac Mool.
También ha incursionado como actor de doblaje, principalmente para Disney. Algunos personajes que dobló fueron el Maestro Raya en Buscando a Nemo, Marv en La ciudad del pecado; pero el personaje que lo llevó al estrellato en este ámbito, sin dudas, es el villano Alameda Slim de Vacas Vaqueras, especialmente por la canción ''Yodle-Adle-Idle-Eedle-Oo'', cantada por el personaje. Su magistral interpretación de esta canción ha hecho que su yodeling sea usado en los doblajes de otros países como España, Francia, Rusia, etc. Muchos describen su versión como mejor a la original de Randy Quaid.

## "Chilanga Banda"
"Chilanga Banda" es una canción que Jaime López compuso hacia 1995 y que interpretó con José Manuel Aguilera, del grupo La Barranca,  incluida en el disco experimental Odio Fonky, tomas de buró, grabado por ambos de forma casera en un departamento de la colonia Del Valle de la Ciudad de México. El disco fue elogiado por la prensa especializada e influyó en el panorama musical de México, por su originalidad. La letra de la canción hace uso intenso del argot de la Ciudad de México y aglutina en un par de estrofas una gran cantidad de modismos con el fonema "ch". La palabra "chilango" es un gentilicio coloquial de la Ciudad de México, y "banda" es un término usado informalmente para referirse a un grupo de amigos. Rítmicamente, la canción está basada en el rap de Estados Unidos. Fue reversionada en 1996 por Café Tacvba, e incluida en el disco Avalancha de éxitos.

"Ya chole, chango chilango,
que chafa chamba te chutas,
no checa andar de tacuche
y ¡chale! con la charola,
tan choncho como una chinche
más chueco que la fayuca
con fusca y con cachiporra
te pasa andar de guarura.
Mejor yo me echo una chela
y chance enchufe una chava
chambiando de chafirete,
me sobra chupe y pachanga.
Si choco saco chipote,
la chota no es muy molacha
chiveando a los que machucan
se va en morder su talacha.
De noche caigo al congal,
-no manches- dice la changa,
al choro del teporocho
en chifla pasa la pacha.
Pachucos, cholos y chundos,
chichifos y malafachas,
acá los chompiras rifan,
y bailan tíbiri-tábara
Mi ñero mata la bacha
y canta la cucaracha
su choya vive de chochos
de chemo, churro y garnachas.
Transando de arriba abajo
ahí va la chilanga banda
chin-chín si me la recuerdan
carcacha y se les retacha
Jaime López. Chilanga Banda.

## Obra

### Discografía
- Roberto y Jaime, Sesiones con Emilia, LP y casete (Fotón y Ediciones Pentagrama, 1980); reedición CD (Ediciones Pentagrama, 1990)
- El General Constante, Sencillo (45 r.p. m.) (Discos Roquefón, 1980)
- Bonzo, Sencillo (45 r. p. m.) (Discos Lunátic, 1982)
- Cenzontle, Sencillo (45 r. p. m.) (Unicornio/Penélope, 1983)
- La Primera Calle de la Soledad, LP (RCA Victor, 1985); reedición CD (Ilusiones Puerto Bagdad, 1993)
- Blue Demon Blues, Sencillo (45 r. p. m.) (RCA Victor, 1985)
- ¡¿Qué onda, ese?!, LP (IM, 1987)
- Jaime López, LP, casete y CD (BMG Ariola, 1989)
- Oficio sin beneficio (de 1980 a 1985), casete (Ilusiones Puerto Bagdad, 1992)
- 15 demos del 88 al 91, casete (Ilusiones Puerto Bagdad, 1992)
- Desenchufado, CD (Spartakus, 1998)
- Nordaka, CD (Prodisc, 1999)
- Jaime López y su Hotel Garage - Grande Sexi Tos, CD (2006)
- Arando al Aire, CD (independiente, México, 2007)
- Por los arrabales, CD (Fonarte Latino, México, 2008)
- Mujer y Ego, CD (Fonarte Latino, México, 2011)
- Palabras necias, CD (Fonarte Latino, México, 2014)
- Jaime López y su Hotel Garage - Di no a la Yoga, CD (Fonarte Latino, México, 2014)
- Desde El Séptimo Pisto, CD (Fonarte Latino, 2025)

En colaboración
- Ciudad de Ciegos (OST), CD (Ediciones Pentagrama, 1991); con José Elorza
- Odio Fonky, tomas de buró, CD (1994); reedición CD (Fonarte Latino, 2006); con José Manuel Aguilera.
- Los Animales (OST),[nota 1] (1995); con Cecilia Toussaint y Oscar Chávez
- Y Mi Voz Que Madura, CD (Discos Pueblo, 2002); con Maru Enríquez
- Gran Quinqué, CD (Discos Pueblo, 2003); con Maru Enríquez
- No Más Héroes Por Favor: tomas de laptop, CD (Fonarte Latino, 2006); con José Manuel Aguilera
- Aterrizaje Forzoso, CD (Discos Intolerancia, 2012); con Salev Setra
- Luna Diurna, CD (Discos Intolerancia, 2014); con Salev Setra